# フォルスマルク原子力発電所
フォルスマルク原子力発電所（フォーシュマルク-、英: Forsmark Nuclear Power Plant）はスウェーデンのウプサラ県にある原子力発電所である。バッテンフォール社が操業を行っている。

## 発電設備
|       | 原子炉形式          | 運転開始       | 定格電気出力(kW) |
| ----- | ------------------- | -------------- | ---------------- |
| 1号機 | 沸騰水型原子炉(BWR) | 1980年12月10日 | 97万             |
| 2号機 | 沸騰水型原子炉(BWR) | 1981年7月7日   | 97万             |
| 3号機 | 沸騰水型原子炉(BWR) | 1985年9月1日   | 115.5万          |

### 過去の主なトラブル
- 2006年7月25日：電気的トラブルで停止。国際原子力事象評価尺度（INES）のレベル2。

## チェルノブイリ原子力発電所事故とフォルスマルク原子力発電所
本発電所は、発生当時ソ連が西側各国にひた隠しにしていたチェルノブイリ原子力発電所事故の発生を、西側の原子力施設として最初に察知した施設でもある。
1986年4月27日、本発電所の作業員の衣服に放射性の粒子が付着していた。核種特定の結果、これが本発電所に由来したものではなく、RBMKにおいて発生するものと特定された。その為、ソ連もしくは東欧の社会主義圏内で原子力事故が発生したものと推測された。チェルノブイリから、本発電所の所在地までは、約1,100kmの距離である。